# Cotinusa albescens
Cotinusa albescens är en spindelart som beskrevs av Cândido Firmino de Mello-Leitão 1945. 
Cotinusa albescens ingår i släktet Cotinusa och familjen hoppspindlar. Inga underarter finns listade i Catalogue of Life.